# White Hill Community
White Hill Community är en gemenskap i Lesotho.   Den ligger i distriktet Qacha's Nek, i den södra delen av landet, 130 km sydost om huvudstaden Maseru.